# Polystachya meyeri
Polystachya meyeri är en orkidéart som beskrevs av Phillip James Cribb och Podz. Polystachya meyeri ingår i släktet Polystachya och familjen orkidéer. Inga underarter finns listade i Catalogue of Life.